# Lahevhev Tesserae
Le Lahevhev Tesserae sono una struttura geologica della superficie di Venere.